# Phelsuma astriata
Phelsuma astriata е вид влечуго от семейство Геконови (Gekkonidae).

## Разпространение
Видът е разпространен в Сейшели.